# Audin de Garidelli
Pour les articles homonymes, voir Audin.
Audin de Garidelli  (mort à Saint-Paul de Vence le 23 avril 1588)  est un ecclésiastique qui fut évêque de Vence de 1575 à 1588.

## Biographie
Audun de Garidelli est issu  d'une ancienne famille locale. Il est le fils de Guillaume de Garidelli ou Garidelle. Il est chanoine du chapitre de Vence et vicaire général de Louis Grimaldi de Bueil et de ce fait administre le diocèse depuis plusieurs années lorsqu'il est nommé évêque en 1575 et prend possession du siège épiscopal le 8 décembre 1576 après que Louis Grimaldi ait été contraint par l'inquisition à renoncer au diocèse de Vence. Le nouvel évêque doit d'ailleurs quitter rapidement Vence du fait des troubles fomentés par les calvinistes pour se réfugier à Saint-Paul de Vence. Il est ensuite en conflit avec les consuls de la cité et il meurt à Saint-Paul de Vence le 23 avril 1588. Après sa mort, Guillaume Le Blanc est désigné pour lui succéder. Par une bulle du 20 novembre 1591, le pape Clément VIII unit son siège à celui de l'évêque de Grasse avec l'accord du Parlement d'Aix-en-Provence favorable à la Ligue et il est nommé évêque des deux diocèses le 14 février 1592.